# Macastre (kommunhuvudort)
Macastre är en kommunhuvudort i Spanien.   Den ligger i provinsen Província de València och regionen Valencia, i den östra delen av landet, 280 km öster om huvudstaden Madrid. Macastre ligger 361 meter över havet och antalet invånare är 1 137.
Terrängen runt Macastre är kuperad åt sydväst, men åt nordost är den platt. Runt Macastre är det ganska tätbefolkat, med 54 invånare per kvadratkilometer. Närmaste större samhälle är Buñol, 3,7 km norr om Macastre. Omgivningarna runt Macastre är i huvudsak ett öppet busklandskap.